# جیوون فرانسیس
جیوون فرانسیس (انگلیسی: Javon Francis؛ ۱۴ دسامبر ۱۹۹۴) یک دونده اهل جامائیکا است. از افتخارات وی میتوان وی می‌توان به کسب مدال نقره ۴×۴۰۰ متر امدادی در ۲۰۱۳ مسکو اشاره کرد.